# Augusta av Hessen-Kassel
För Augusta av Hessen-Kassel (1797–1889), se Augusta av Hessen-Kassel, hertiginna av Cambridge.
Augusta av Hessen-Kassel (fullständigt tyskt namn Auguste Sophie Friederike Marie Caroline Julie), född den 30 oktober 1823 i Köpenhamn, död där den 17 juli 1889, var en tysk prinsessa och dansk baronessa.
Augusta var dotter till lantgreve Wilhelm av Hessen-Kassel och prinsessan Louise Charlotta av Danmark (syster till kung Kristian VII) samt syster till Louise av Hessen-Kassel, vilken från 1863 var drottning av Danmark. De danska kopplingarna inskränkte sig heller inte bara till familjeband: ehuru tillhörig ett tyskt furstehus hade Augustas far sedan 1802 tjänstgjort i den danska armén och blev i sinom tid såväl dansk general som guvernör över Köpenhamn, vilket även var Augustas födelsestad.
Augusta gifte sig den 1 juni 1854 med den danske politikern friherre Carl von Blixen-Finecke i dennes andra äktenskap. Häri föddes sönerna Wilhelm Carl Fredrik Christian Gustaf von Blixen-Finecke (1857-1909), vilken blev officer i svensk tjänst och adjutant hos Gustaf V, samt Wilhelm Carl Otto Axel (1863-?), vilken blev kapten i danska armén. Äktenskapet med Blixen-Finecke hade ingåtts trots visst ogillande från Augustas familjs sida, men uppges ha blivit mycket lyckligt, och Augusta vårdade troget sin make under den sjukdomstid som föregick hans död 1873. 
Makarna bodde, under Carls livstid, ömsom i Dallund på Fyn och på Näsbyholms slott i Skåne; som änka uppehöll sig Augusta däremot företrädesvis i "Villa Augusta" i Helsingör. Hon ligger begraven i Skamby på Fyn.
Augusta ska inte förväxlas med fastern Augusta av Hessen-Kassel, hertiginna av Cambridge, 1797-1889, men var liksom denna faster släkt med Georg II och Georg III av Storbritannien.